# جوزيف سويتمان أميس
جوزيف سويتمان أميس (بالإنجليزية: Joseph Sweetman Ames)‏ (و. 1864 – 1943 م) هو فيزيائي من الولايات المتحدة الأمريكية . ولد في مانشستر (فيرمونت) . وكان عضواً في الأكاديمية الأمريكية للفنون والعلوم .
توفي عن عمر يناهز 79 عاماً.

## التعليم
تعلم في جامعة جونز هوبكينز

## مناصب وهيئات
أدار جامعة جونز هوبكينز.